# 換字式暗号
換字式暗号（かえじしきあんごう、Substitution cipher）、あるいは換字暗号（かえじあんごう）は、平文を、1文字または数文字単位で別の文字や記号等に変換することで暗号文を作成する暗号である。文字の変換ではなく並べ替えによって平文を読めない状態にする転置式暗号と共に、古典暗号の代表的な暗号の一つであり、16世紀頃には換字式・転置式という分類がなされている。

## 概要
最も古い暗号の一つであるシーザー暗号は、最も単純な換字式暗号の一つであり、文字から文字に1文字単位で変換する方式（単純換字暗号）である。シーザー暗号の変換ルールは「3文字シフト」であった。
しかし、9世紀頃にはこのような単純な暗号は、変換ルールが固定の1対1写像である限り、どのような変換であっても解読可能であることが知られていて、以来、暗号解読されないように、色々な改良が行われ、様々な換字式暗号が登場した。さらに近代のエニグマ他に代表される機械式暗号も、変換ルールを機械の利用により複雑にする技巧を凝らした、換字式暗号の一種と言える。
シーザー暗号は、1文字を別の1文字に変換する方式であるが、普通の文字に変換するのではなく単語や数字・記号・図形等に変換する暗号もあり、有名なものから無名なものまで数多くある。
- 単語 - コードブック、ニヒリストの暗号、
- 数字 - ポリュビオスの換字表、字変四八、ルイ14世の大暗号、ナポレオンの小暗号、ビール暗号、
- 記号 - 「黄金虫」（数字や記号の混合）、「二銭銅貨」（点字）、「フーガの技法」BACH主題（楽譜）、メアリーの暗号、ダビンチの鏡文字
- 図形 - メッシュ暗号あるいはピッグ・ペン（四角と点の図形）、「踊る人形」（人形の図形）、山窩文字、

などがある。
図形に変換する暗号として、アーサー・コナン・ドイルの「踊る人形」（1903年）がよく知られているが、類似の換字表は1874年にも発表されている。新聞のクイズ欄にて換字式の暗号文を掲載することもあった。換字表には、モールス符号、アスキーコード、JISコードなどのように秘匿用途ではないものもあるが、戦時に表を取り替えて暗号として使用した例もあった。
換字式暗号は初期には紙と鉛筆だけで暗号文を作成していた。変換ルールが複雑な場合や効率よく変換を行う目的で、変換表や円盤などが使われることもあった。ヴィジュネル方陣やアルベルティの暗号円盤などが知られている。
なお、"換字" はそのまま読むと"かんじ"となるが、"漢字"と同じ読みだと紛らわしいため、"かえじ"と読む慣わしがある。

## 分類
換字式暗号には、変換ルールの性質（1対1、1対多）や種類（単一固定、複数可変）、変換の単位（1文字か複数文字）などによって次のような分類がなされている。
具体的な暗号方式の一覧は、暗号理論を参照。